# Bruce Abdoulaye
Bruce Stephane Abdoulaye (ur. 15 kwietnia 1982 w Château-Thierry) – urodzony we Francji kongijski piłkarz występujący na pozycji obrońcy. W latach 2006–2012 rozegrał 22 spotkania w reprezentacji Konga.